# 1016 (numero)
Millesedici (1016) è il numero naturale dopo il 1015 e prima del 1017.

## Proprietà matematiche
- È un numero pari.
- È un numero composto da 8 divisori: 1, 2, 4, 8, 127, 254, 508, 1016. Poiché la somma dei suoi divisori (escluso il numero stesso) è 904 < 1016, è un numero difettivo.
- È un numero rifattorizzabile in quanto divisibile per il numero dei propri divisori.
- È un numero odioso.
- È un numero congruente.
- È un termine della successione di Mian-Chowla.
- È parte delle terne pitagoriche (1016, 762, 1270), (1016, 1905, 2159), (1016, 16113, 16145), (1016, 32250, 32266), (1016, 64512, 64520), (1016, 129030, 129034), (1016, 258063, 258065).

## Astronomia
- 1016 Anitra è un asteroide della fascia principale del sistema solare.
- NGC 1016 è una galassia nella costellazione della Balena.

## Astronautica
- Cosmos 1016 è un satellite artificiale russo.